# Georg Ludwig Collins
Georg Ludwig Collins (* 15. März 1763 in Königsberg; † 15. Januar 1814 in Riga) war ein deutscher evangelischer Geistlicher.

## Leben

### Herkunft und Familie
Georg Ludwig Collins wurde als Sohn des Negocianten Edgar Collins (* 17. Oktober 1705 in Königsberg; † 11. Juli 1780 ebenda), der auch Kirchenvorsteher der reformierten evangelischen Gemeinde in Königsberg war und dessen zweiter Ehefrau Marianne Florentine (* 5. Juni 1735 in Königsberg; † 8. Dezember 1785 ebenda), eine Tochter des Johann Heinrich Kiesewetter, Hof- und Stadtrat, geboren. Sein Bruder war Johann David Collins (1761–1833), von 1790 bis 1810 Pfarrer der deutschen reformierten Gemeinde in St. Petersburg, heiratete Charlotte Anna Wilhelmine (1773–1831), eine Tochter des Johann Albrecht Euler (1734–1800).
Er war seit dem 21. Januar 1789 in Riga mit Gertruda Dorothea (* 25. März 1771 in Riga; † 17. Januar 1836 ebenda), eine Tochter von Anton von Bulmerincq (24. Februar 1724 in Riga; † 18. Juli 1791 ebenda) verheiratet; gemeinsam hatten sie sechzehn Kinder.

### Werdegang
Er besuchte die Reformierte Parochialschule (hauptsächlich der Erziehung von Geistlichen gewidmet, später dem Volksunterricht) in Königsberg und hielt sich ab 1779, aufgrund des Vermögensverlustes seines Vaters, bei Verwandten in Riga auf, dort erhielt er eine vierjährige Lehrausbildung in der Seidenhandlung E. F. Groot. Hierauf schloss sich der Besuch des Lyzeums an und von 1784 bis 1785 studierte er Theologie an der Universität Königsberg und hörte Vorlesungen bei Immanuel Kant; das Studium setzt er von 1785 bis 1787 an der Universität Leipzig fort, wo er Vorlesungen unter anderem bei Georg Joachim Zollikofer hörte. Nach Beendigung des Studiums war er anfangs als Hofmeister beim englischen Kaufmann James Renny in Riga tätig; dort wurde er 1788 Prediger in der evangelischen reformierten Gemeinde.
1813 promovierte er zum Dr. phil. an der Kaiserlichen Universität Dorpat.

## Freimaurer
Georg Ludwig Collins gehörte noch während der Vorbereitung auf das Theologie-Studium der Loge de la Fidélité zur Eintracht in Riga der Freimaurer an und war dort Redner und Kurator.
Er war als Redner in der Loge zum Schwert und wird im Mitgliederverzeichnis vom 31. Dezember 1791 als Ehrenmitglied dieser Loge aufgeführt. Im März 1792 wurde er als Nachfolger von Moeller zum Meister vom Stuhl gewählt, legte Johanni 1792 aber bereits den Hammer wieder nieder, worauf ihm Michailov folgte, von dem er das Amt Johanni 1793 wieder übernahm und das Amt bis zur Schließung der Loge im März 1794 innehatte.
Er stand auch als Großmeister dem schottischen Kapitel der Loge zur kleinen Welt vor.

## Schriften (Auswahl)
- Georg Ludwig Collins; Hermann Heinrich Holle: Am Begräbnisstage Unsers unvergesslichen Freundes Oelsel. Leipzig mit Hollischen Schriften 1787.
- Beitrag zur Geschichte der Loge zur kleinen Welt in Riga, vom Jahr 1789 bis 1794. Maurerische Monatsschrift. 1. Heft. Gera 1797.
- Gesänge ieder für die Euphonie. 1. Heft. Riga 1798.
- Georg Ludwig Colyins; Karl Ludwig Grave: Georg Collins Gedichte Nach dessen Tode zum Besten der Hinterlassenen. Riga Deubner & Treuy in Comm. 1814.
- George Collins; Karl Ludwig Grave: Gedichte. Riga Deubner und Treuy, 1814.